# جيمي روبنسون (موسيقي)
جيمي روبنسون (بالإنجليزية: Jimmy Robinson)‏ هو موسيقي ومنتج أسطوانات وملحن ومهندس الصوت أمريكي، ولد في 29 يوليو 1950 في واشنطن العاصمة في الولايات المتحدة، وتوفي في 6 يناير 2018.